# Халмуратова, Ширин
Ширин Халмуратова (узб. Sh. Xalmuratova) — каракалпакская поэтесса. Автор сборников: «Восемнадцатая весна», «Милые люди», «Я просыпаюсь с песней соловья». Ее стихи вошли в сборник каракалпакских поэтов «Напевы Аму», изданный в 1974 году в издательстве «Каракалпакстан».
Родилась в 1949 году в Ташкенте в семье партийного работника.
Училась на историко-филологическом факультете Нукусского государственного педагогического института. 
Работала в обществах «Знание», «Книголюбов», долгие годы являлась собственным корреспондентом газеты «Совет Каракалпакстаны». 
Супруга писателя, поэта, переводчика Узакбая Пиржанова.
Дети: Лира Пиржанова, Гузаль Пиржанова, Ерполат Пиржанов, Айсултан Пиржанова Мухтар Пиржанов. Внуки (внучки) Надирабегим, Шахризода, Бабур, Тумарис, Алпамыс.
Сочинения:
- Халмуратова Ширин . Восемнадцатая весна . [ Стихи ] . « Каракалпакия » , 1969. 42 с . с илл . На каракалп . яз . - - На туркм . яз . 14 см . 8.000 экз . 894.361-1 Нукус , 15 см . 2.000 экз .
- Ширин Халмуратова. - Цветы моего дедушки (рассказ, перевод с каракалпакского Лиры Пиржановой) // Сайт журнала «Новая Литература», 31 октября 2021
- Милые люди: Стихи / Шийрин Халмуратова. Нукус: Каракалпакстан, 1984. 73 с.; 16 см.
- Бүлбил сести таңда оятар мени, Тошкент: Zilol buloq, 2020, 212 s.